# Telefe
Telefe (Telefé), és una de les principals cadenes de televisió de l'Argentina. L'abans anomenat Canal 11 de Buenos Aires va començar les seves transmissions el 1961. Telefe és un acrònim de Televisió Federal des del llançament del canal el 22 de desembre de 1989, que avui pertany al grup espanyol Telefónica. Des del 2016, el canal és propietat de Viacom (ara es va fusionar amb CBS Corporation el 2019 per formar Paramount Global).

## Història
El Canal 11 de Buenos Aires va començar les seves transmissions el 1961, pocs dies abans de les quals vencés el termini donat pel govern al licenciatari per començar a operar. Anunciat com «el canal de la família», al principi va ser administrat per una societat vinculada a l'Església Catòlica, associada amb la cadena nord-americana ABC i la Westinghouse Electric Corporation.
Tanmateix, l'any 1970 la propietat del canal va quedar a les mans de l'empresari editorial Héctor Ricardo García, qui li va donar al canal una orientació popular i el va portar a lluitar el lideratge dels índexs d'audiència.
Estatitzat el 1974, durant la dictadura militar va ser administrat per la Fuerza Aérea Argentina passant a ser intervingut pel govern de Raúl Alfonsín quan va tornar la democràcia l'any 1983.
El 1989, quan el president Carlos Menem va proposar la privatització de dos dels tres canals de Buenos Aires propietat de l'Estat Nacional (Canal 11 i Canal 13), es va formar la societat Televisió Federal SA, amb la participació d'Editorial Atlántida i vuit canals privats de l'interior del país. El 80% de la compra la va absorbir el grup associat a l'Editorial Atlántida i el 20% la News Corporation (de l'empresari australià Rupert Murdoch). Aquest grup es va adjudicar el Canal 11, al qual van rebatejar com a Telefe quan es van fer càrrec d'aquest, el 22 de desembre d'aquell any.
A partir de 1991 el senyal va començar a transmetre el campionat de Fórmula 1 des dels circuits en l'horari diferit de les 11 AM per a l'Argentina, amb un equip format inicialment per Fernando Tornello i l'Ing. Seraffi. Després es van sumar Felipe McGough i el periodista brasiler Wagner Gonzalez. A partir de 1997 les transmissions van començar a realitzar-se en viu fins a 1999, després deixant les transmissions a les mans del desaparegut canal Panamerican Sports Network (PSN) per a tot Llatinoamèrica. Avui en dia, la Fórmula 1 la transmet Fox Sports.
L'any 2000, el paquet accionari de Telefe va ser comprat per Telefónica de l'Argentina, subsidiària de l'empresa espanyola Telefónica

## Telefe Notícies
Històricament, Canal 11 i posteriorment Telefe van usar els noms
- El repórter esso (1963-1968)
- Teleonce informa (1968-1974)
- 24 Horas (1974-1976)
- Noticias 11 (al migdia i a la mitjanit) i Revista 11 (cap al tard) (1976-1983)
- La noticia (1984-1989)
- Telefe Noticias (des de 1989 fins al present)

El canal compta amb tres edicions diàries de noticiers: Telefe Noticias al mediodía, Telefe Noticias a las 20 i Diario de medianoche. Alguns dels seus periodistes són Jorge Jacobson, Rodolfo Barili, Cristina Pérez, Milva Castelini, Omar Fajardo, Erica Fontana, Guillermo Panizza, Anabella Messina, María Julia Mastromarino, Rodolfo Sbrissa, Augusto Telias, Matías Castelli, Pilar Smith, Fernando Carlos, Germán Pavlosqui, entre d'altres. Durant els anys noranta, el noticiero va ser presentat per, entre d'altres, Jacobson, Carlos Asnaghi, Amalia Rosas, Rosari Lufrano, Franco Salomone, Carolina Perín i Paula Trápani. Entre 1993 i 1998 es va emetre el canal Red de Noticias.
Encara que en la majoria de les ocasions, el canal no és el primer a interrompre la seva programació per notícies d'últim moment, el noticier manté acceptables nivells d'audiència.
Competeix contra els informatius de Canal 13 i América TV. Per aquest motiu, des de 2004, els noticieros duren més d'una hora (per augmentar la seva quota de pantalla), pel qual la informació, en certs casos, és reflectida amb un tractament en viu i testimonis. Des de 2008, l'edició que tradicionalment es va emetre a les 12 del migdia (UTC-3), es va moure a les 13 hores, per qüestions d'audiència, programació, i principalment per competir directament amb «Noticiero trece». També el novembre del mateix any, l'edició de les 19 h és moguda a les 20 h per competir directament contra «Telenoche».

## Telefe Cinema
Va ser productor de les següents pel·lícules:
- Esperando La Carroza (1985) (*)
- Los Extermineitors (1989) (*)
- Extermineitors 2, La Venganza del Dragón (1990)
- Extermineitors 3, La Gran Pelea Final (1991)
- Extermineitors 4, Como Hermanos Gemelos (1992)
- La Furia (1997), coproducció al costat de l'Argentina SonoFilm
- Un Argentino En Nueva York (1998), coproducció al costat de l'Argentina SonoFilm
- Esa Maldita Costilla (1999), coproducció al costat de l'Argentina SonoFilm
- La Venganza (1999), coproducció al costat de l'Argentina SonoFilm
- Manuelita, La Tortuga (1999), coproducció al costat de Garcia Ferre Entertainment
- Papá Es Un Ídolo (2000), coproducció al costat de l'Argentina SonoFilm
- Corazón, Las Alegrías De Pan Triste (2000), coproducció al costat de Garcia Ferre Entertainment
- La Fuga (2001)
- Chiquititas, Rincón De Luz (2001)
- Apasionados (2002), coproducció al costat de l'Argentina SonoFilm
- Un Hijo Genial (2003), coproducció al costat de l'Argentina SonoFilm
- Peligrosa Obsesión (2004), coproducció al costat de l'Argentina SonoFilm
- Patoruzito (2004), coproducció al costat de Xarxa Lojo
- Tiempo De Valientes (2005)
- Whisky Romeo Zulu (2005)
- Papá Se volvio Loco (2005)
- Bañeros III: Todopoderosos (2006), coproducció al costat de l'Argentina SonoFilm
- Incorregibles (2007), coproducció al costat de l'Argentina SonoFilm
- La Señal (2007)
- Brigada Explosiva III: Misión pirata (2008), coproducció al costat de l'Argentina SonoFilm
- 100% Lucha, la película (2008)

Va guanyar 5 Premis Condor de Plata i l'èxit de Manuelita gairebé aconsegueix la nominació a l'Oscar.
(*): Produït durant el període de Canal 11 sota l'òrbita estatal.

## Telefe Internacional
Des de 1998, Telefe transmet per a més de 30 països.

## Telefe Movil
Creat el 2006, en cooperació amb Telinfor, ofereix diferents Serveis per a Telèfons Cel·lulars.

## Telefe Continguts
Creat el 1989, va crear i va adaptar programes de gran èxit com a Verano del 98, Muñeca brava, Casados con hijos, The Nanny, etc. (els últims dos en coproducció amb Sony Pictures). El 2008 va produir l'adaptació argentina d'Aquí no hay quien viva. Coprodueix 100% Lucha al costat d'Endemol Argentina

## Telefe Música
Divisió encarregada de:
- la transmissió dels recitals d'artistes nacionals i internacionals de l'Argentina per la pantalla de Telefé.
- la comercialització dels CD's i DVD's originals dels programes propis, com la col·lecció "Musica para soñar"; la sèrie en DVD d'"Hermanos y Detectives", "Los simuladores", "Resistire", "Montecristo", "Vidas Robadas", entre d'altres.
- la creació de bandes de so originals per a tots els seus programes.
- representació d'artistes musicals generats en programes de l'esmentat estil emesos pel canal (ex: Operación Triunfo o Talento Argentino)

## Telefe Satelital (interior)

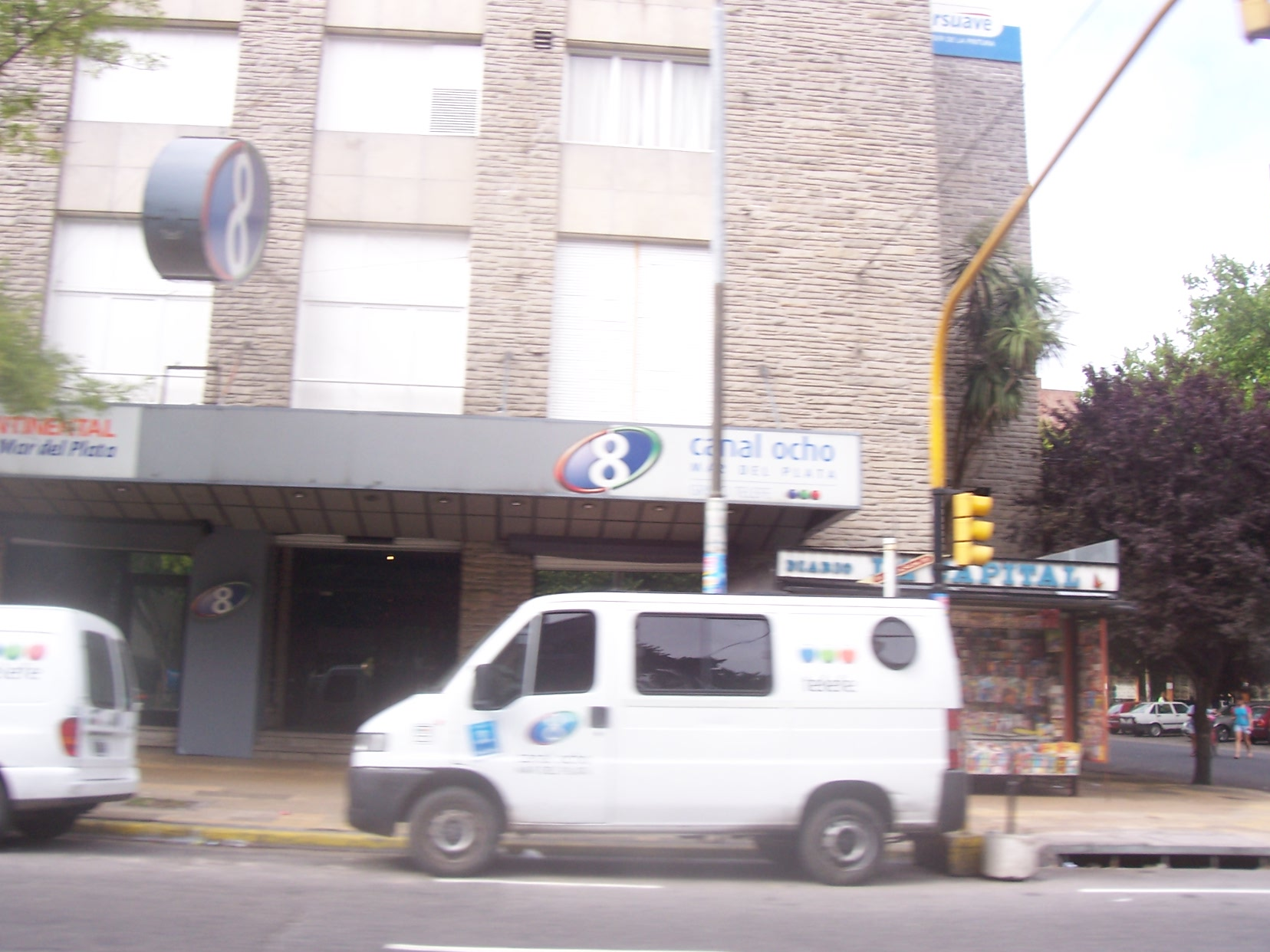
Edifici del Canal 8 de Mar del Plata, estació membre de la xarxa de Telefe.

Telefe es veu en gran part de l'Argentina a través dels següents canals:

### Senyals del Grup Telefe[1]
- Canal 5: Rosario
- Canal 7: Neuquén
- Canal 8: Córdoba
- Canal 8: Tucumán
- Canal 8: Mar del Plata
- Canal 9: Bahía Blanca
- Canal 11: Salta
- Canal 13: Santa Fe

### Afiliades a l'Argentina
- Canal 5 Telesol: San Juan
- Canal 9: La Rioja
- Canal 9: Mendoza
- Canal 11: Formosa
- Canal 13: Río Cuarto
- Canal 13: San Luis
- Canal 13: Corrientes

### Afilides a l'Uruguai
- Canal 4: Montevideo
- Canal 11: Punta del Este
- Canal 3: Colonia

## Senyal Telefé Cable
Versió de Telefé Buenos Aires per als operadors de cable de l'interior del país.